# Andesimyia scutellata
Andesimyia scutellata är en tvåvingeart som beskrevs av Brethes 1909. Andesimyia scutellata ingår i släktet Andesimyia och familjen parasitflugor. Inga underarter finns listade i Catalogue of Life.